# 馮恩
馮恩（1491年—1571年），字子仁，號南江，南直隸松江府華亭縣放鶴灘左人，軍籍，明朝政治人物。

## 生平
年幼丧父，除夕夜無米為炊，室內因大雨潮濕，冯恩讀書牀上自若。嘉靖四年（1525年）乙酉科應天府鄉試第九名舉人，五年（1526年）联捷丙戌科进士，授行人司行人，出使山西。曾奉命赴廣東慰劳王守仁，對王守仁执弟子礼。八年（1529年）九月授南京浙江道御史，十一年（1532年）任巡江御史（巡视上江），冬十月，因彈劾大学士张孚敬、方献夫、吏部尚书汪鈜奸状，下狱论死。冯恩被綁出长安门，士民观者如堵，競相傳話“是御史，非但口如铁，其膝、其胆、其骨皆铁也。”故有“四铁御史”之譽。其母吴氏击登闻鼓鸣冤。其子馮行可刺血书疏，请代父死，得以谪戍雷州（今广东雷州半岛），嘉靖十六年遇赦还鄉。建懷正堂，请徐阶作记，改忠訓堂。隆庆初，馮恩年已七十余，即家拜大理寺丞致仕。复从有司言，旌表其子馮行可为孝子。恩年八十一卒。

## 著作
有《芻羹錄》二十卷。

## 家族
其先洪武初戍雲南，曾祖馮仲文改戍南京衛，定居北圩塘。祖父馮海，侍母疾，以勞毙，乡人称为苦孝先生。父馮逵（1463年-1512年），字惟中，號時斋。母吴氏（1458年-1552年），享年九十五。馮恩弟馮惠、馮憲。
娶金氏，封孺人，子馮行可、馮時可等。